# Outback Bowl 2016
Match précédent Match suivant
L'Outback Bowl 2016 est un match de football américain de niveau universitaire  joué après la saison régulière de 2015, le 1er janvier 2016 au Raymond James Stadium de Tampa en Floride. 
Il s'agissait de la 30e édition de l'Outback Bowl.
Le match a mis en présence les équipes de Northwestern issue de la Big Ten Conference et de Tennessee issue de la Southeastern Conference.
Il a débuté à midi (heure locale), a été retransmis en télévision sur ESPN2 et était sponsorisé par la franchise de restaurants Outback Steakhouse.
Tennessee gagne le match sur le score de 45 à 6.

## Présentation du match
| Équipes                                                                                             | Conférences | Entraîneurs                | Stats. saison rég. | Classements avant le bowl CFP-AP-Coaches |
| --------------------------------------------------------------------------------------------------- | ----------- | -------------------------- | ------------------ | ---------------------------------------- |
| Wildcats de Northwestern                                                                            | Big Ten     | Pat Fitzgerald (10e année) | 10-2               | 13-12-12                                 |
| Volunteers du Tennessee                                                                             | ACC         | Butch Jones (3e année)     | 8-4                | 23-NC-NC                                 |
| Arbitre : Gary Patterson (ACC) Équipe donnée favorite par les bookmakers : Tennessee per 8 contre 1 |             |                            |                    |                                          |

Il s'agit de la 2e rencontre entre ces deux équipes, Tennessee ayant gagné le Florida Citrus Bowl 1997 48 à 28.

### Wildcats de Northwestern
Avec un bilan global en saison régulière de 10 victoires et 2 défaites, Northwestern est éligible et accepte l'invitation pour participer à l'Outback Bowl 2016.
Ils terminent 2e de la West Division de la Big Ten Conference derrière #9 Iowa, avec un bilan en division de 6 victoires et 2 défaites.
À l'issue de la saison 2015 (bowl non compris), ils seront classés #13 au classement CFP et #12 aux classemenst AP et Coaches.
À l'issue de la saison 2015 (bowl compris), ils seront classés #23 au classement AP et #22 au classement Coaches, le classement CFP n'étant pas republié après les bowls.
Il s'agit de leur 2e participation à l'Outback Bowl, ayant perdu l'Outback Bowl 2010, 38 à 35 contre les Tigers d'Auburn.

### Volunteers du Tennessee
Avec un bilan global en saison régulière de 8 victoires et 4 défaites, Tennessee est éligible et accepte l'invitation pour participer l'Outback Bowl 2016.
Ils terminent 2e de la East Division de la SEC derrière #25 Florida, avec un bilan en division de 5 victoires et 3 défaites.
À l'issue de la saison 2015 (bowl non compris), ils seront classés #23 au classement CFP et non classés aux classements AP et Coaches.
À l'issue de la saison 2015 (bowl compris), ils seront classés #22 au classement AP et #23 au classement Coaches, le classement CFP n'étant pas republié après les bowls.
Il s'agit de leur 4e participation à l'Outback Bowl :
- Victoire le 1er janvier 1993, 38 à 23 contre les  Eagles de Boston College.
- Défaite le 1er janvier 2007, 10 à 20 contre les Nittany Lions de Penn State.
- Victoire le 1er janvier 2008, 21 à 17 contre les Badgers du Wisconsin.

## Résumé du match
Début du match à 12:01, fin à 15:20 heures locales pour une durée totale de jeu de 03:19 heures.
Temps ensoleillé, 26 °C, vent faible de 2,2 m/s.
| QT          | Temps       | Drive       | Drive       | Drive       | Équipe      | Description de l'action                                                                                               | Score | Score |
| QT          | Temps       | Jeux        | Yards       | TDP         | Équipe      | Description de l'action                                                                                               | NU    | UT    |
| ----------- | ----------- | ----------- | ----------- | ----------- | ----------- | --- | ----- | ----- |
| 1           | 00:14       | 7           | 75          | 02:45       | UT          | TD à la suite d'une course de 14 yards par RB Joshua Dobbs + 1 point de conversion par K Aaron Medley                 | 0     | 7     |
| 2           | 10:47       | 11          | 46          | 03:25       | UT          | FG de 35 yards par K Aaron Medley                                                                                     | 0     | 10    |
| 2           | 05:40       | 12          | 75          | 05:07       | NU          | TD à la suite d'une course de 5 yards par RB Justin Jackson mais la conversion à 1 point par K Jack Mitchell échoue   | 6     | 10    |
| 2           | 02:18       | 9           | 75          | 03:22       | UT          | TD à la suite d'une course de 11 yards par RB Alvin Kamara + 1 point de conversion par K Aaron Medley                 | 6     | 17    |
| 3           | 04:40       | 14          | 67          | 05:47       | UT          | TD à la suite d'une course de 3 yards par RB Jalen Hurd + 1 point de conversion par K Aaron Medley                    | 6     | 24    |
| 4           | 11:42       | 9           | 80          | 03:36       | UT          | TD à la suite d'une course de 18 yards par QB Joshua Dobbs + 1 point de conversion par K Aaron Medley                 | 6     | 31    |
| 4           | 04:24       | 7           | 32          | 03:38       | UT          | TD à la suite d'une course de 1 yard par RB John Kelly + 1 point de conversion par K Aaron Medley                     | 6     | 38    |
| 4           | 00:08       | -           | -           | -           | UT          | TD à la suite d'une interception retournée sur 100 yards par DB Evan Berry + 1 point de conversion par K Aaron Medley | 6     | 45    |
| Score final | Score final | Score final | Score final | Score final | Score final | Score final | 6     | 45    |

## Statistiques
| Statistiques par Équipes               | Statistiques par Équipes      | Statistiques par Équipes      |
| Statistiques                           | NU                            | UT                            |
| -------------------------------------- | ----------------------------- | ----------------------------- |
| 1er downs                              | 18                            | 24                            |
| Conversion de 3e Down                  | 4/15                          | 9/18                          |
| Conversion de 4e Down                  | 2/2                           | 2/3                           |
| Jeux–yards                             | 70 jeux pour 261 yards gagnés | 83 jeux pour 420 yards gagnés |
| Yards à la course                      | 132                           | 226                           |
| Yards à la passe                       | 129                           | 194                           |
| Passes : Réussies-Tentées-Interceptées | 14/33, 4 Int.                 | 16/30, 0 Int.                 |
| Réussite en zone rouge/chances         | 1/2                           | 6/6                           |
| TD                                     | 1                             | 6                             |
| Field Goals                            | 0                             | 1                             |
| Sacks (Nombre-Yards gagnés)            | 3 pour 22 yards gagnés        | 4 pour 34 yards gagnés        |
| Fumbles (Nombre/Perdus)                | 1/0                           | 0/0                           |
| Pénalités (Nombre/Yards perdus)        | 3/35 yards perdus             | 8/90 yards perdus             |
| Temps de possession                    | 25:51                         | 34:09                         |

| Meilleur Joueur (MVP) | Meilleur Joueur (MVP) | Meilleur Joueur (MVP) |
| --------------------- | --------------------- | --------------------- |
| Nom                   | Équipe                | Poste                 |
| Jalen Hurd            | Tennessee             | RB                    |

| Statistiques Individuelles | Statistiques Individuelles | Statistiques Individuelles                    |
| -------------------------- | -------------------------- | --------------------------------------------- |
| Quaterbacks                |                            |                                               |
| NU                         | Thorson, Clayton           | 8/20, 87 yards gagnés, 0 TD, 2 Int.           |
| UT                         | Dobbs, Joshua              | 14/25, 166 yards gagnés, 0 TD, 0 Int.         |
| Meilleurs Coureurs         |                            |                                               |
| NU                         | Jackson, Justin            | 14 courses pour 74 yards nets gagnés et 1 TD  |
| UT                         | Hurd, Jalen                | 24 courses pour 130 yards nets gagnés et 1 TD |
| Meilleurs Receveurs        |                            |                                               |
| NU                         | Vault, Solomon             | 3 réceptions pour 19 yards gagnés, 0 TD       |
| UT                         | Ellis, Alex                | 3 réceptions pour 74 yards gagnés, 0 TD       |
| Meilleurs Tackleurs        |                            |                                               |
| NU                         | Henry, Traveon             | 8 tacles en solo et 8 assistes                |
| UT                         | Barnett, Derek             | 6 tacles en solo, 2 assistes et 1 sack        |